# Flächenbombardement

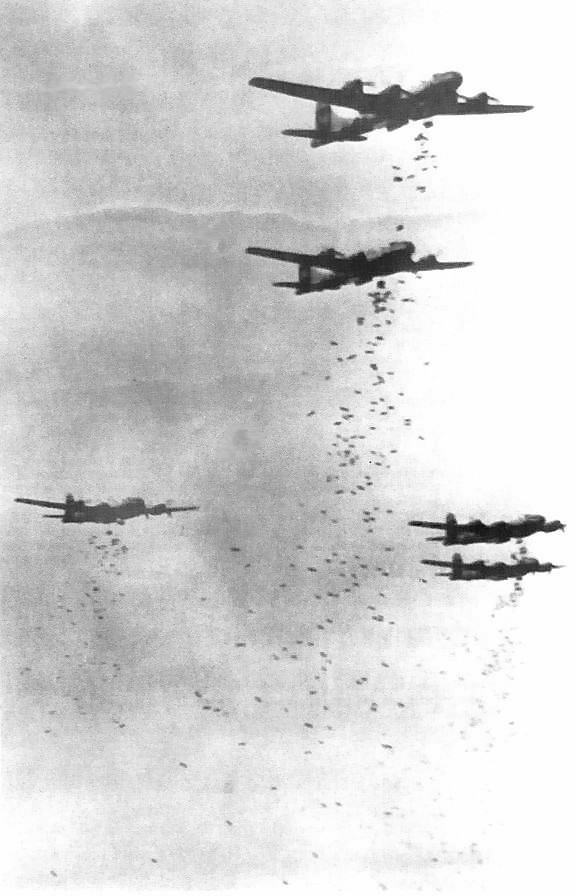
B-29-Bomber beim Bombenabwurf über Japan

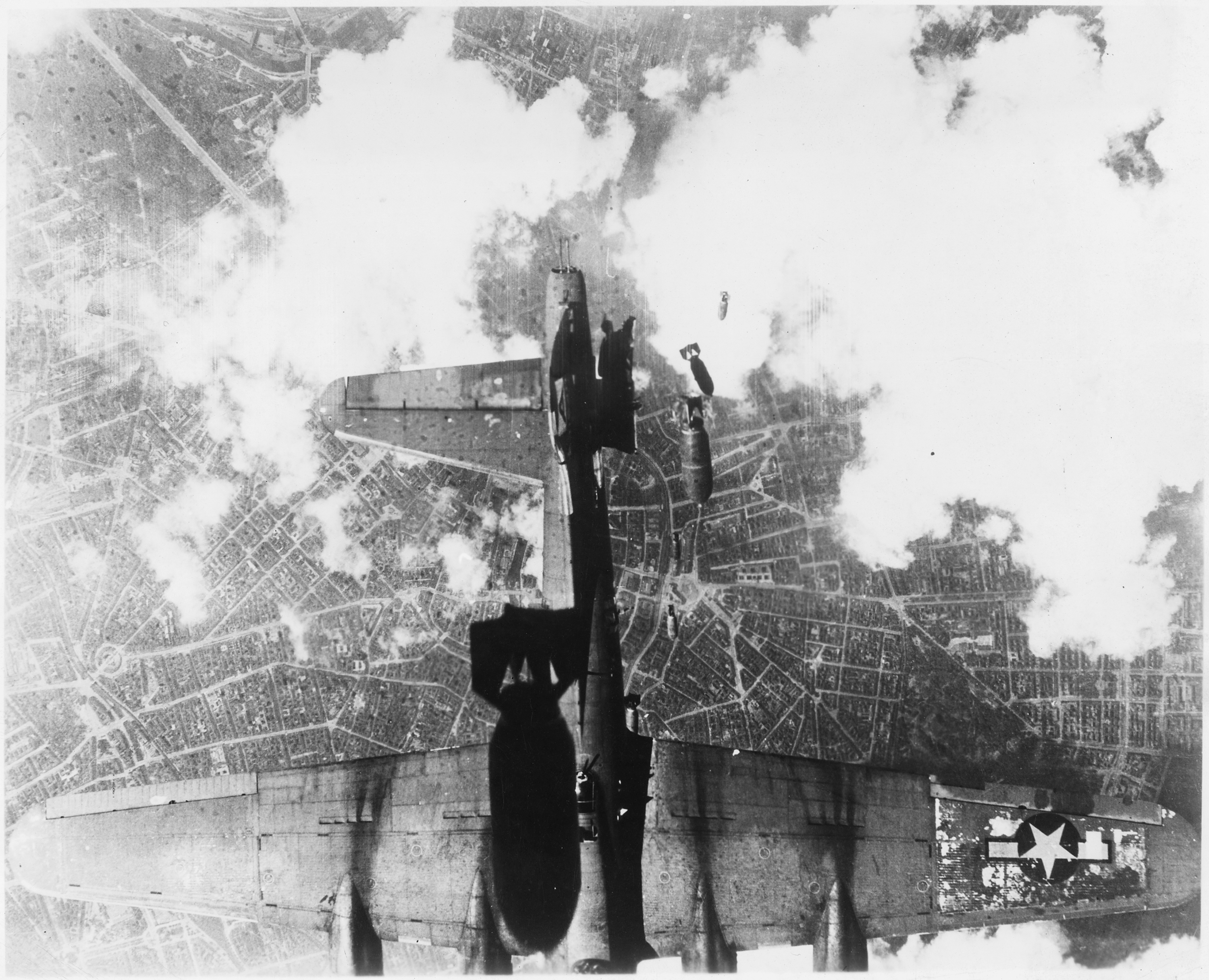
Einem US-Bomber wird bei der Bombardierung Berlins das Höhenleitwerk durch eine Bombe eines darüber fliegenden Flugzeuges zertrümmert

Als Flächenbombardement bzw. Flächenbombardierung wird das Bombardement großer Flächen durch den strategischen Luftkrieg mit einer Vielzahl von Bomben bezeichnet, bei der keine bestimmten Punkte, sondern Zielzonen, gleich ob militärisch oder zivil, getroffen werden sollen. Angriffsmittel sind vorwiegend Bomber, insbesondere schwere strategische Bomber; Angriffsziele sind vorwiegend Städte und Großstädte. Der Tod von Zivilisten wird dabei billigend in Kauf genommen (Kollateralschaden) oder ist sogar ausdrückliches Ziel des Angriffs. Bei Flächenbombardements wird zum Beispiel beabsichtigt, eine kriegswichtige Industrie zu zerstören, massierte Stellungen des Gegners zu zerschlagen und/oder die Loyalität der Bevölkerung des feindlichen Landes zu schwächen, um auf dem Weg eines politischen Umsturzes einen Krieg gewinnen zu können.

## Geschichte
Die Geschichte des Luftbombardements ist eng verbunden mit der Geschichte des modernen Luftkriegs, deren Anfänge im Wesentlichen im Ersten Weltkrieg liegen. Erstmals kamen in diesem Krieg neben weittragenden Geschützen von Kriegsschiffen und an Land (beispielsweise das Paris-Geschütz) auch die neuentwickelten Bomber-Flugzeuge sowie Militärluftschiffe für Angriffe auf Ziele im gegnerischen Hinterland zum Einsatz. Dabei wurden neben Angriffen auf militärische Ziele vermehrt auch Angriffe zur Terrorisierung der feindlichen Zivilbevölkerung als Mittel der Kriegsführung genutzt. Unter anderem war London häufiges Ziel deutscher Bomber- und Zeppelinangriffe.
Die Erfahrungen aus dem Ersten Weltkrieg und die Entwicklung der Luftfahrt in der Zeit danach machten deutlich, dass in zukünftigen Kriegen Flugzeuge eine wichtige taktische und strategische Rolle spielen würden. In seinem Buch Luftherrschaft stellte der italienische General Giulio Douhet bereits 1921 das Bombardieren von Zivilbevölkerung und Industrieanlagen als Mittel der künftigen Kriegführung als unvermeidlich dar. Das Buch erregte in den militärischen Kreisen aller größeren Nationen Aufsehen und hatte besonders in den Vereinigten Staaten und im Vereinigten Königreich erheblichen Einfluss auf die zukünftige Entwicklung der Luftstreitkräfte und deren Taktik. In der 1928 aufgestellten Trenchard-Doktrin des britischen Luftmarschalls Hugh Trenchard wurde der offensive strategische Luftkrieg als Einsatzdoktrin der Royal Air Force in künftigen Kriegen gegen Industriestaaten festgelegt.
Luftangriffe auf bewohntes Gebiet als Mittel der Aufstandsbekämpfung, häufig mit dem Ziel der Einschüchterung feindlich gesinnter Zivilisten und teilweise unter Einsatz von chemischen Waffen und Brandbomben, wurden in der Zwischenkriegszeit unter anderem von den Briten im Irak, den Franzosen in Syrien, den Italienern und Spaniern in Afrika und den Japanern in China durchgeführt.

### Guernica, Spanischer Bürgerkrieg
Als erstes Flächenbombardement in Europa seit dem Ersten Weltkrieg gilt der deutsche Luftangriff auf Guernica im Spanischen Bürgerkrieg 1937, der von deutscher Seite als taktischer Angriff zur Zerstörung einer Brücke zu rechtfertigen versucht wurde.

### Zweiter Weltkrieg

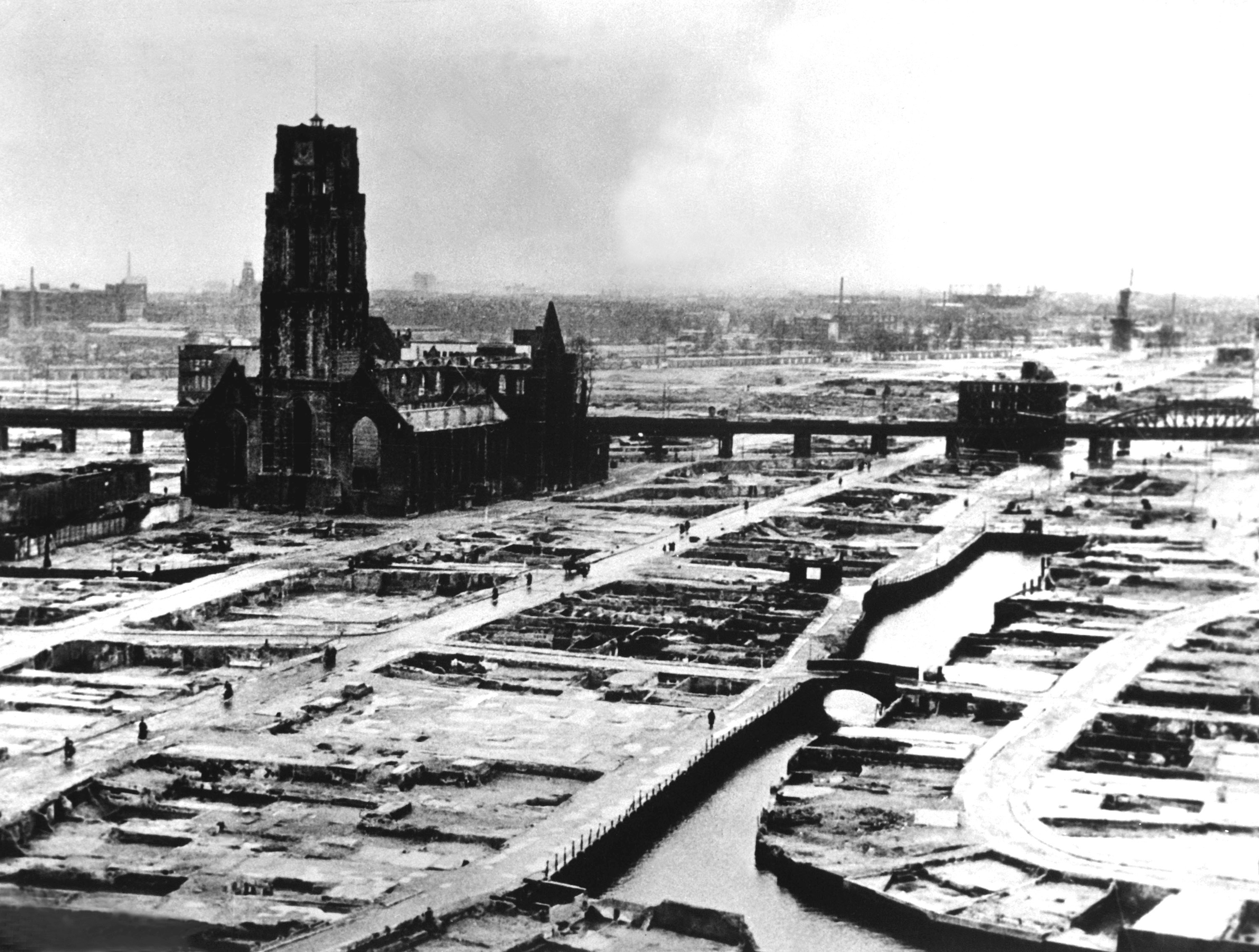
Rotterdam nach der Zerstörung und Enttrümmerung

Die Bombardierung von Städten wurde als Mittel der Kriegführung gleich zu Beginn des Zweiten Weltkrieges beim Überfall auf Polen von der deutschen Luftwaffe am 1. September 1939 gegen Wieluń mit 87 deutschen Sturzkampfflugzeugen eingesetzt. 70 Prozent der Stadt wurden zerstört. Danach folgte der Angriff am 13. September 1939 auf Frampol und anschließend die Schlacht um Warschau in Kombination mit Artilleriebeschuss durch das Heer. Beim schweren Bombardement mit Sprengbomben durch die deutsche Luftwaffe auf die niederländische Stadt Rotterdam am 14. Mai 1940 starben 814 Einwohner.
Nach dem deutsch-französischen Waffenstillstand von Compiègne setzte die britische Militärführung in Ermangelung anderer militärischer Optionen auf den strategischen Luftkrieg nach den Vorgaben der Trenchard-Doktrin. Gemäß dieser Doktrin hatte das Vereinigte Königreich bereits seit Mitte der 1930er-Jahre seine Luftwaffe mit Fernbomberverbänden ausgerüstet. Dies ermöglichte der britischen Militärführung die schnelle Wahrnehmung dieser strategischen Option im Frühjahr 1940.
Zu häufigen großflächigen Angriffen der Royal Air Force kam es jedoch erst nach den deutschen Luftangriffen auf die britischen Inseln im Rahmen der Luftschlacht um England. Die deutschen Luftangriffe folgten einem ursprünglich dreistufigen Angriffsplan. Ihr Ziel war die absolute Luftherrschaft über weite Teile Süd- und Südwestenglands als Voraussetzung für die geplante Invasion Englands (Unternehmen Seelöwe). Die erste Stufe des Plans sah Angriffe auf Flugplätze und Radarleitstationen (Sector Stations) vor, die zweite Angriffe auf Zentren der britischen Luftrüstung. Die dritte Stufe sah die direkte taktische Luftunterstützung bei der geplanten Invasion vor. Stufe drei wurde nicht umgesetzt, Stufe zwei nur zum Teil. Als Antwort auf einen britischen Nachtangriff auf Berlin begann stattdessen am 7. September 1940 die Luftwaffe mit einem Tagangriff auf London den in England so bezeichneten Blitz, dem bis Mai 1941 43.000 Menschen zum Opfer fielen, davon knapp die Hälfte in London. Ziel der Angriffe war dabei vorwiegend die Terrorisierung der Zivilbevölkerung, obwohl weiterhin auch Industrieziele wie die Hafenanlagen im Londoner East End angegriffen wurden. Zu den bekanntesten Angriffen dieser Phase zählt der Luftangriff auf Coventry 14. November 1940. Coventry wurde wegen seiner Bedeutung für die britische Luftrüstung (Rolls-Royce Flugzeugmotorenwerke) zum Ziel. Bei dem Flächenangriff der deutschen Luftwaffe starben 568 von 328.000 Einwohnern. Die schweren deutschen Angriffe des Blitz ließen im Vereinigten Königreich Rufe nach Vergeltung laut werden. Sie waren somit ein Grund für die starke Ausweitung der Flächenbombardements deutscher Städte.

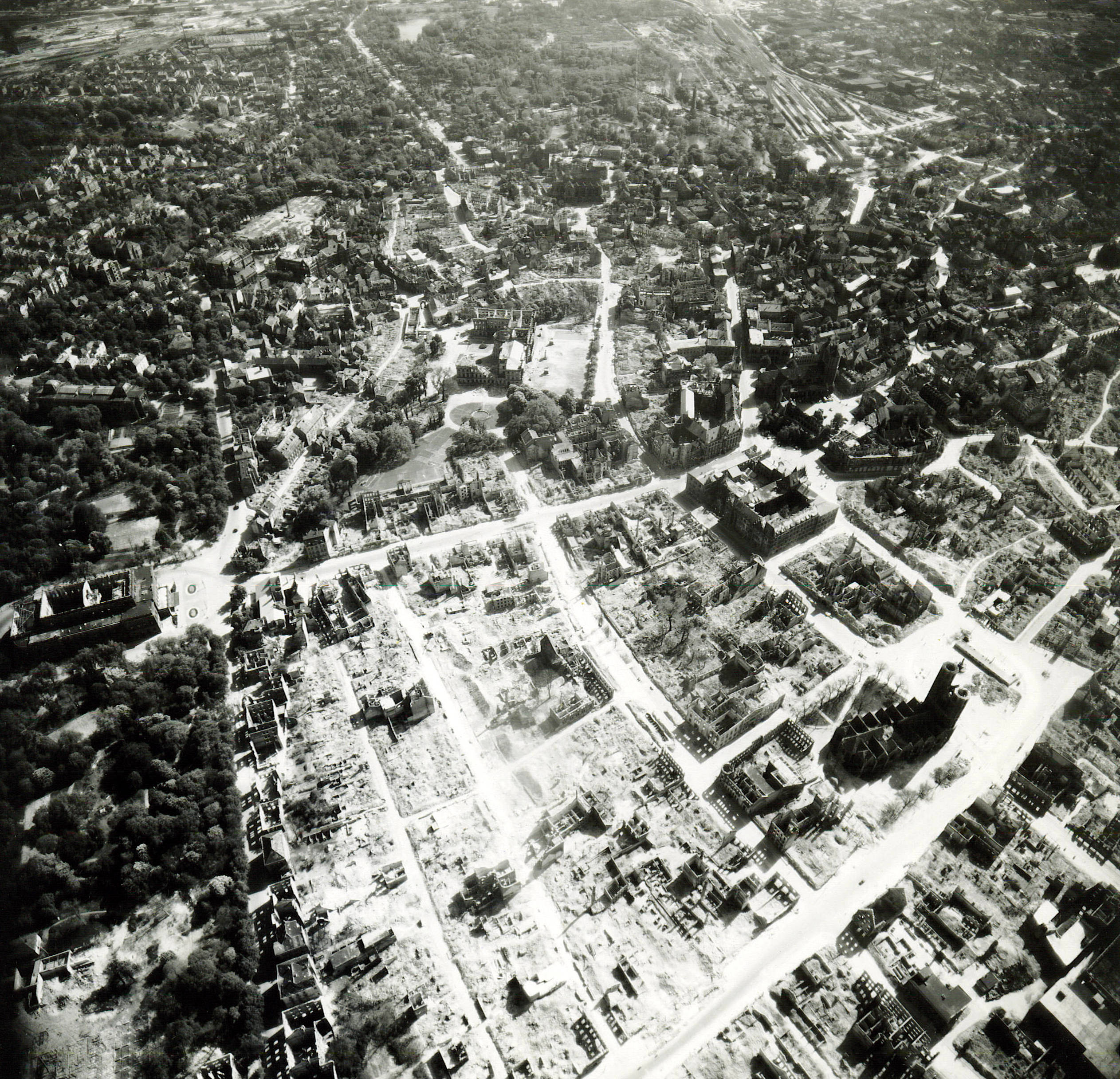
Luftaufnahme der USAAF der großflächig zerstörten Innenstadt von Braunschweig vom 12. Mai 1945.

#### Geringe Treffgenauigkeit
Umstritten ist bis heute, ob treffgenauere Bombenabwürfe die flächenhafte Zerstörung von bewohnten Stadtgebieten hätten verhindern können. Der damalige Stand der Technik und die große Höhe aus der die Abwürfe zum Eigenschutz erfolgten führte zu einer erheblichen Streuung der Bomben.
Selbst bei riskanten Tagangriffen mit guter Sicht war die Treffgenauigkeit der Bomber so schlecht, dass 40 % der Bomben weiter als 600 m vom Zielpunkt entfernt einschlugen. Die anfängliche deutsche Lufthoheit zwang die Bomber zu Nachtangriffen, wodurch die Treffgenauigkeit auf die oft verdunkelten Ziele wesentlich sank. Selbst mit dem im Kriegsverlauf entwickelten Zielradar trafen nur 4,4 % der Bomben innerhalb von 300 m rund um das anvisierte Ziel.
Neben diesen technischen Einschränkungen waren im Einsatz auch Abweichungen von der idealen Flugroute oder zu frühe Abwürfe unter dem Flak-Feuer ein weiterer Faktor. Beispielsweise detonierten bei den Nachtangriffe der Royal Air Force auf Dresden, Köln, Essen, Bremen 50 % der Bomben weiter als ein und bis zu zwei km vom vorgesehenen Ziel entfernt.

#### Area Bombing Directive
Vor dem Hintergrund verschiedener wissenschaftlicher Untersuchungen von Forschungseinrichtungen des britischen Air Ministry über die Zielgenauigkeit, die Waffenproduktion, das Verlustrisiko und die „Effektivität“ bereits erfolgter britischer Luftangriffe (Butt Report) kam es damals zu der Entscheidung der britischen Militärs, verstärkt Brandbomben und Luftminen über dicht bebauten Stadtgebieten Deutschlands abzuwerfen, um so einen Feuersturm zu entfachen. Diese Strategie wurde am 14. Februar 1942 in der vom Chef des britischen Luftstabs Charles Portal entwickelten Area Bombing Directive festgelegt. In den Begleitakten dieser Richtlinie vermerkte Portal hierzu: „Es ist klar, daß die Zielpunkte die Siedelungsgebiete sein sollen und beispielsweise nicht Werften oder Luftfahrtindustrien.“ Die Umsetzung dieser Strategie fiel dem Chef des RAF Bomber Command, Luftmarschall Arthur Harris, zu. Dieser wurde von Premierminister Winston Churchill, dem Vorsitzenden des Kriegskabinetts beauftragt, das morale bombing gemäß der Direktive zu führen. Dieses sollte durch gezielte Angriffe auf die Zivilbevölkerung, insbesondere die Industriearbeiterschaft, deren Moral brechen und ihren Widerstandswillen schwächen.
Die Area Bombing Directive stellte einen bedeutsamen Politikwechsel dar. Hohe Verluste der deutschen Zivilbevölkerung wurden damit nicht mehr nur billigend in Kauf genommen, sondern sie wurden zum eigentlichen Ziel der Luftangriffe. Zur Durchführung dieser Strategie wurde in einer detaillierten, nach Priorität sortierten Zielliste zuerst alle deutschen Städte mit über 100.000 Einwohnern, später auch alle über 15.000 Einwohnern erfasst. Nach dieser Liste wählte das britische Bomber Command seine Ziele aus. Diese Liste ermöglichte auch das flexible Zuweisen von Ausweichzielen, falls, zum Beispiel wegen ungünstiger Wetterbedingungen, ein Ziel nicht erreichbar war. Verfahren wie der Bomberstrom, Zielmarkierung durch Pfadfinderflugzeuge und präzise Funknavigation sind eng mit dem Bombenkrieg der Royal Air Force gegen Deutschland verbunden. Dem britischen Luftkrieg gegen Deutschland fielen nach unterschiedlichen Angaben zwischen 420.000 und 570.000 Zivilisten zum Opfer. Auch die Verluste der angreifenden Royal Air Force waren sehr hoch. Von 125.000 eingesetzten Soldaten fielen 55.000, also 44 % während der Angriffe. Bei den deutschen Luftangriffen auf das Vereinigte Königreich starben bis 1945 etwa 60.000 Menschen.

### Pfadfinderflugzeuge
Pfadfinderflugzeuge flogen vor und im Flugzeugverband. Ihre Aufgabe war das Führen des Verbandes zum Ziel und die Identifizierung und Markierung des Angriffszieles. Während die vorausfliegenden Maschinen die Erstmarkierung übernahmen, hatten die im Verband fliegenden Maschinen die Aufgabe, die Zielmarkierung immer wieder zu erneuern, um einen möglicherweise von Dunkelheit, Rauch und Feuer eingehüllten Zielpunkt erneut für die anfliegenden Bomber klar zu definieren.
Die Pathfinder Force des RAF Bomber Command (später No. 8 (Pathfinder Force) Group) wurde im August 1942 aufgestellt. Die 8th Air Force folgte 1943 mit der 482nd Bombardment Group (Pathfinder). Die bei Nachtangriffen zur Zielmarkierung in Gruppen eingesetzte Leuchtmunition der Pfadfinderflugzeuge bekam von der deutschen Bevölkerung den Spitznamen „Christbäume“.
Deutscherseits führte die Kampfgruppe 100 beim Luftangriff auf England und den Luftangriffen auf Moskau sämtliche Weg- und Zielmarkierungen durch. Im April 1943 entstand die I. Gruppe/KG 66 als Pfadfinderverband. Sie war in Frankreich stationiert und führte bei Luftangriffen auf England (z. B. Unternehmen Steinbock) Weg- und Zielmarkierungen durch.

### Bewertung
Diese Form der Kriegsführung war im Vereinigten Königreich umstritten. Der anglikanische Bischof George Kennedy Allen Bell, Mitglied des House of Lords, wandte sich mehrfach öffentlich gegen die Politik Churchills und bezeichnete das area bombing als „barbarisch“. Die Antwort waren empörte Proteste von Politikern und Privatpersonen.

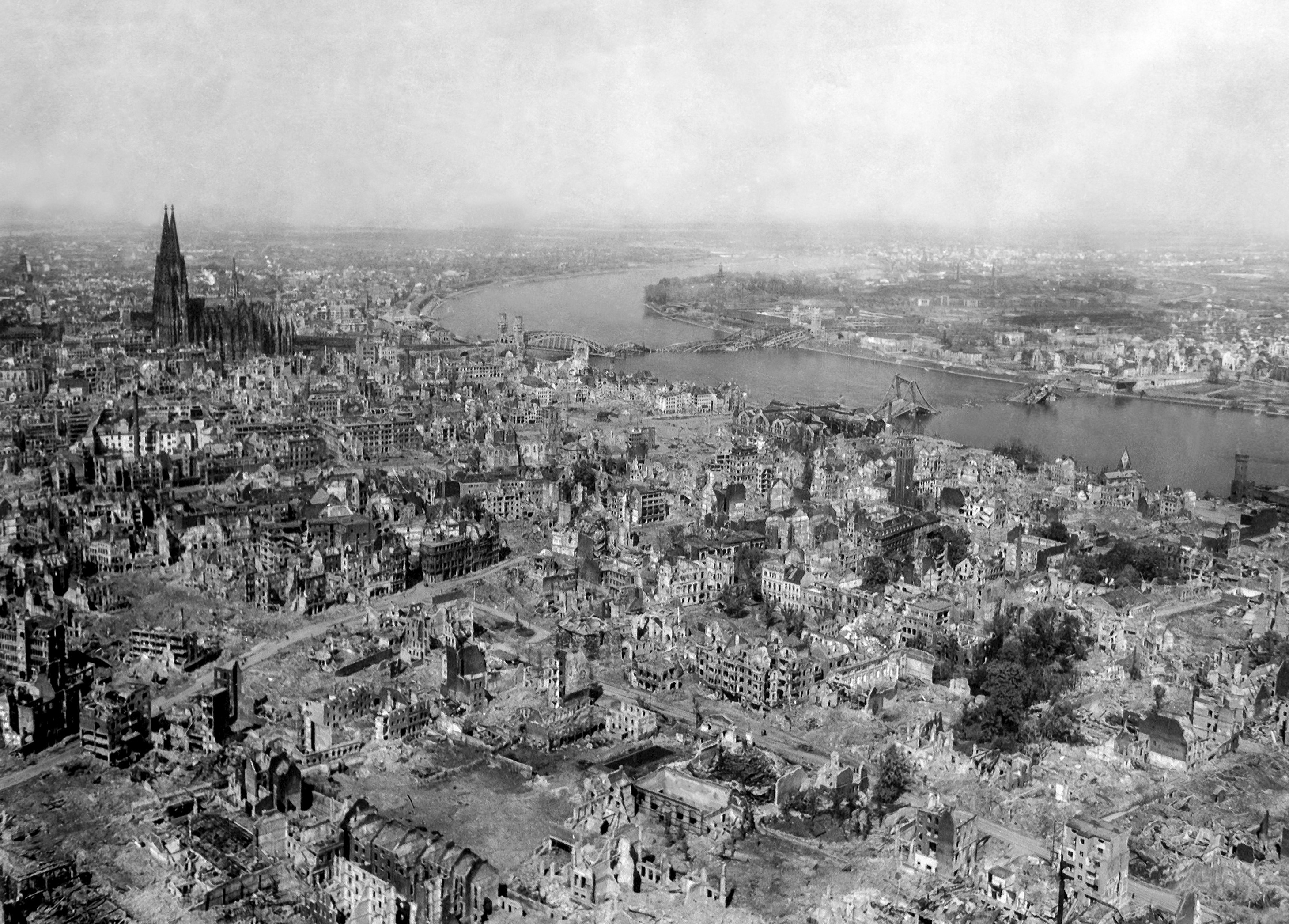
Köln 1945

Der erste Angriff, der nach der Area Bombing Directive durchgeführt wurde, war der Luftangriff auf Lübeck am 29. März 1942. Ihm folgten Luftangriffe auf das Ruhrgebiet und im Mai 1942 der erste sogenannte „Tausend-Bomber-Angriff“ auf Köln (Operation Millennium). Hamburg wurde in der Operation Gomorrha im Juli und August 1943 Ziel der opferreichsten Luftangriffe auf Deutschland während des Krieges. Diese und die Luftangriffe auf Dresden im Februar 1945 durch die Royal Air Force waren perfektionierte Flächenbombardements mit 40 bis 60 Prozent Stabbrandbomben. Die gewünschten Feuerstürme forderten daher sehr viele Menschenleben. Der prozentual an Menschenverlusten größte britische Luftangriff war der Luftangriff auf Pforzheim am 23. Februar 1945, das damals 65.000 Einwohner hatte. Von diesen kamen bei einem einzigen 22-minütigen britischen Luftangriff 20.277 Einwohner (31,2 %) ums Leben. Weitere besonders schwere Angriffe, bei denen Feuerstürme für extrem hohe Opferzahlen sorgten, waren der Luftangriff auf Darmstadt am 12. September 1944 (12.300 Tote) und der Luftangriff auf Kassel am 22. Oktober 1943 (10.000 Tote).
Nach dem Beschluss zur kombinierten Bomberoffensive der Vereinigten Staaten und des Vereinigten Königreichs auf der Casablanca-Konferenz im Januar 1943 bombardierten auch Verbände der United States Army Air Forces (8th und später auch 15th Air Force) bei Tag deutsche Ziele mit Sprengbomben, legten allerdings den Schwerpunkt auf kriegswichtige Industrieziele und das Verkehrsnetz.
Der erwartete Einbruch der Moral trat weder während der Luftschlacht um England noch bis kurz vor Kriegsende auf deutscher Seite ein. Die deutsche Rüstungsproduktion steigerte sich trotz Bombardierungen von 1942 bis 1944 kontinuierlich.
Eine besondere Form des passiven Luftschutzes war der Bau von Scheinanlagen. Im Zweiten Weltkrieg wurden z. B. etwa ein Drittel des 1,5 Quadratkilometer großen bebauten Werksgeländes der Kruppschen Gussstahlfabrik in Essen, hauptsächlich Anlagen im äußeren Bereich, völlig zerstört, ein weiteres Drittel teilweise. Zur Abwendung und Täuschung alliierter Luftangriffe wurde ab 1941 auf dem Rottberg bei Velbert eine Attrappe der Gussstahlfabrik geschaffen, die sogenannte Kruppsche Nachtscheinanlage. Sie lenkte anfangs einige Angriffe auf sich, verlor jedoch mit besseren Orientierungsmöglichkeiten der Flieger, unter anderem mit Einführung des Radars, ab 1943 ihre Wirksamkeit. Beim ersten Angriff auf die eigentliche Gussstahlfabrik im März 1943 warfen die Alliierten 30.000 Bomben ab, wobei auch umliegende Wohnsiedlungen und damit Zivilisten ausgebombt wurden.
Auch in Asien kam es während des Zweiten Weltkrieges zu Flächenbombardierungen, insbesondere der USA auf Japan in den Jahren 1944 bis 1945. Bei zwei schweren Luftangriffen auf Tokio am 25. Februar und 9. März 1945 durch die United States Army Air Forces starben insgesamt mehr als 100.000 Menschen. Insbesondere trug hierzu der erstmals großflächige Einsatz der neuentwickelten Napalmbomben bei. Diese führten zu großflächigen Bränden und Feuerstürmen in den dichtbebauten japanischen Großstädten mit ihren großteils in traditioneller japanischer Holzbauweise errichteten Häusern.

### Spätere Kriege

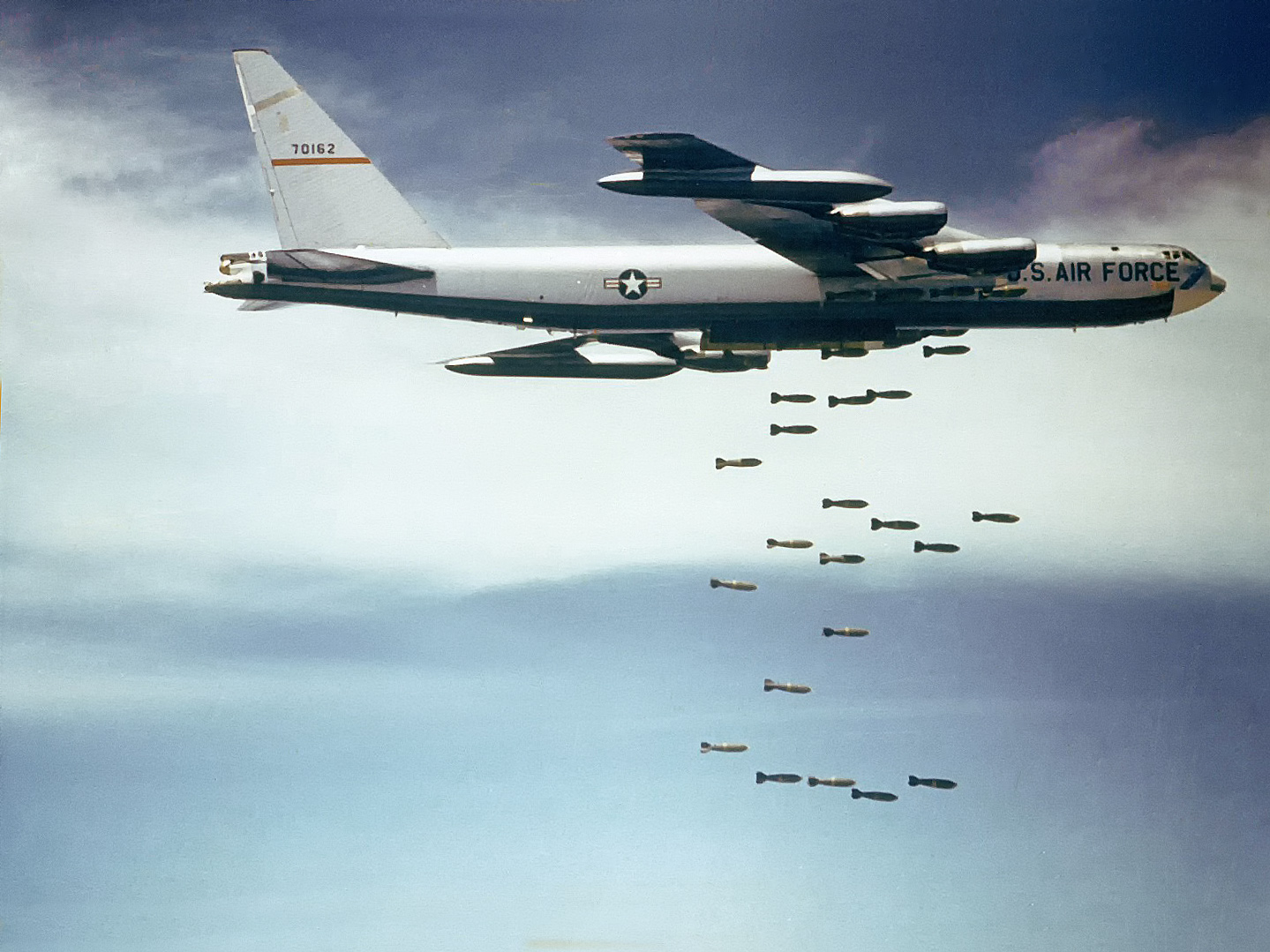
Boeing B-52 bei Bombenabwurf im Vietnamkrieg

Ausgedehnte Flächenbombardements während des Koreakrieges von 1950 bis 1953, die hauptsächlich von Boeing B-29-Verbänden der United States Air Force durchgeführt wurden, zerstörten die meisten Städte in Nordkorea. Während des Vietnamkrieges setzten die Vereinigten Staaten Flächenbombardements ein, um Vietcong-Stellungen in Südvietnam und die nordvietnamesische Infrastruktur und Versorgungswege, einschließlich des Ho-Chi-Minh-Pfads in Laos, umfassend zu bekämpfen. Hauptsächlich kam der Langstreckenbomber Boeing B-52 zum Einsatz. Bekannt geworden sind hierbei besonders die Operation Rolling Thunder von 1965 bis 1968 sowie die Operation Linebacker II im Dezember 1972, mit der die Nordvietnamesen an den Verhandlungstisch „zurückgebombt“ werden sollten.
Im Zweiten Golfkrieg konnte die United States Air Force Luftangriffe mit höherer Präzision durchführen. Infolge großer und schneller Überlegenheit wurden mittlerweile eindeutig geächtete Flächenbombardements gegen Zivilisten gemieden.
Im Krieg in Afghanistan 2001–2021 löste die nahezu zeitgleiche Kopplung massiver, aber (durch technische Verbesserungen der Zielerfassung und der Bombenkonstruktion) präziserer Flächenbombardements mit dem Abwurf von CARE-Paketen weltweite Proteste aus, da befürchtet wurde, es könnte auf Seiten der Bevölkerung zu Verwechslungen zwischen Blindgängern und Hilfspaketen kommen. Das Dorf Tarok Kolache wurde am 6. Oktober 2010 durch ein Bombardement völlig zerstört.
Bei der Belagerung von Mariupol warfen russische Bomber vom Typ Tupolew Tu-22M (Natocode Backfire) ungelenkte Bomben im Flächenbombardement auf Mariupol.

## Völkerrechtliche Bewertung
Die Bombardements behandelnde Haager Landkriegsordnung stammte noch aus dem Jahr 1907 und erwähnt den Begriff des Luftangriffes nicht ausdrücklich. Jedoch heißt es dort in Artikel 25: „Es ist untersagt, unverteidigte Städte, Dörfer, Wohnstätten oder Gebäude, mit welchen Mitteln es auch sei, anzugreifen oder zu beschießen“.
Auch nach heute gültigem humanitären Völkerrecht sind flächendeckende Bombardierungen ziviler oder Zivilisten unvertretbar betreffender Ziele eindeutig als Kriegsverbrechen zu werten, da nach den Erfahrungen des Zweiten Weltkrieges Flächenbombardements in den Genfer Abkommen 1949 umfassend neu geregelt und begrenzt wurden. Insbesondere definiert Artikel 51 des Zusatzprotokolls I (1977) folgende Handlungen (unter anderen) als Kriegsverbrechen:
- ein Angriff durch Bombardierung – gleich mit welchen Methoden oder Mitteln – bei dem mehrere deutlich voneinander getrennte militärische Einzelziele in einer Stadt, einem Dorf oder einem sonstigen Gebiet, in dem Zivilpersonen oder zivile Objekte ähnlich stark konzentriert sind, wie ein einziges militärisches Ziel behandelt werden,
- ein Angriff, bei dem damit zu rechnen ist, dass er auch Verluste an Menschenleben unter der Zivilbevölkerung, die Verwundung von Zivilpersonen, die Beschädigung ziviler Objekte oder mehrere derartige Folgen zusammen verursacht, die in keinem Verhältnis zum erwarteten konkreten und unmittelbaren militärischen Vorteil stehen.